# Fletcher (cantora)
Cari Elise Fletcher (nascida em 19 de março de 1994), conhecida como Fletcher (estilizada em maiúsculas), é uma cantora e compositora americana. Ela fez sua estréia como atriz em 2010 como o papel principal de Katie Howard no filme How Katie Howard Found Herself. Ela fez o teste para a primeira temporada do The X Factor e competiu como parte do grupo Lakoda Rayne.
Seu single de estréia, "War Paint", foi lançado em 17 de junho de 2015.

## Carreira
Cari Elise Fletcher  nasceu em 19 de março de 1994. Ela cresceu em Asbury Park, Nova Jersey. Ela começou a ter aulas de canto aos cinco anos de idade. 
Em 2012, ela se formou na Wall High School em Wall Township, Nova Jersey, onde jogou vôlei feminino  e participou do programa de teatro da escola. Ela passa seu tempo entre Los Angeles, Nova York, e sua casa em Asbury Park, Nova Jersey. 
Sua primeira grande oportunidade na indústria da música ocorreu em 2011, quando ela competiu na temporada de estréia da versão americana do The X Factor.  Na rodada do acampamento, Paula Abdul emparelhado com Fletcher com Hayley Orrantia, Paige Elizabeth Ogle e Dani Knights para formar o grupo Lakoda Rayne. Elas foram eliminadas na quinta semana da competição. 
Após se formar na Wall High School, Fletcher frequentou o Instituto Clive Davis de Música na Universidade de Nova York.  Ela tirou uma licença de um ano e se mudou para Nashville, Tennessee, para colaborar com o produtor Jamie Kenney, durante o qual o single "War Paint" foi lançado. Em setembro de 2016, ela lançou seu EP de estréia, Finding Fletcher. 
Em 2010, aos 16 anos, Fletcher conseguiu seu papel de estréia no curta-metragem How Katie Howard Found Herself.  O filme retrata Fletcher como Katie, uma adolescente insegura do ensino médio que não gosta de seus colegas, até que um grupo de garotas populares se aproxima dela e lhe oferece uma transformação antes de levá-la para a maior festa do fim de semana. Mais tarde, ela revelou em uma entrevista ao iHeartRadio que 'How Katie Howard Found Herself' era um projeto da escola.
Em 9 de agosto, ela anunciou no Instagram que havia assinado com a Capitol Records, sediada em Los Angeles. Ela agora compartilha o selo com artistas como Paul McCartney, Halsey, Katy Perry, Mary J. Blige e Sam Smith.
Em janeiro de 2019, Fletcher lançou o single "Undrunk". Em 19 de março, ela fez sua estréia na televisão no The Tonight Show, estrelado por Jimmy Fallon. Em abril de 2019, ela lançou "If You're Gonna Lie", comercializado como um prequel de "Undrunk". Posteriormente, em 24 de maio de 2019, ela lançou "About You", outro single sobre uma ex. Em 2 de agosto de 2019, Fletcher anunciou que seu segundo EP, You Ruined New York City for Me (estilizado em letras minúsculas), seria lançado em 16 de agosto. Em 30 de outubro, Fletcher foi anunciada como um ato de abertura para a turnê Nice to Meet Ya do Niall Horan, com início previsto para 2020. 

## Envolvimento na comunidade LGBT
Fletcher e Shannon Beveridge, atriz do videoclipe de "Wasted Youth", namoraram desde o final de 2016 até o inicio de 2020. 
Ela expressou que se identifica como parte da comunidade LGBT, embora não tenha declarado publicamente sua identidade sexual. Ela escolhe ativamente não rotular sua sexualidade. Ela incentiva outros jovens a não se rotularem se não quiserem. 
Ela quer usar sua plataforma para defender comunidades queer e transgêneros. 

## Filmografia

### Filme
| Ano  | Titulo                         | Papel        |
| ---- | ------------------------------ | ------------ |
| 2010 | How Katie Howard Found Herself | Katie Howard |

### TV
| Ano  | Titulo       | Papel     | Observação  |
| ---- | ------------ | --------- | ----------- |
| 2011 | The X Factor | Ela mesma | Competidora |

## Discografia

### EPs
| Título                          | Detalhes                                                                          |
| ------------------------------- | --------------------------------------------------------------------------------- |
| Finding Fletcher                | - Lançado: 30 de setembro de 2016 - Gravadora: Independente - Formato: Digital    |
| You Ruined New York City for Me | - Lançado: 16 de agosto de 2019 - Gravadora: Capitol Records - Formato: Digital   |
| The S(ex) Tapes                 | - Lançado: 18 de setembro de 2020 - Gravadora: Capitol Records - Formato: Digital |

### Álbuns
| Título                    | Detalhes                                                                          |
| ------------------------- | --------------------------------------------------------------------------------- |
| Girl Of My Dreams         | - Lançado: 16 de Setembro de 2022 - Gravadora: Capitol Records - Formato: Digital |
| In Search Of The Antidote | - Lançado: 22 de Março de 2024 - Gravadora: Capitol Records - Formato: Digital    |

### Singles
| Título                                      | Ano  | Posições em Chart | Posições em Chart | Posições em Chart | Posições em Chart | Posições em Chart | Álbum                                |
| Título                                      | Ano  | US                | US Pop            | CAN               | IRE               | NZ Hot            | Álbum                                |
| ------------------------------------------- | ---- | ----------------- | ----------------- | ----------------- | ----------------- | ----------------- | ------------------------------------ |
| "War Paint"                                 | 2015 | —                 | —                 | —                 | —                 | —                 | Finding Fletcher                     |
| "Live Young Die Free"                       | 2016 | —                 | —                 | —                 | —                 | —                 | Finding Fletcher                     |
| "Avalanche"                                 | 2016 | —                 | —                 | —                 | —                 | —                 | Finding Fletcher                     |
| "Wasted Youth"                              | 2016 | —                 | —                 | —                 | —                 | —                 | Finding Fletcher                     |
| "You Should Talk"                           | 2017 | —                 | —                 | —                 | —                 | —                 | Sem álbum                            |
| "I Believe You"                             | 2018 | —                 | —                 | —                 | —                 | —                 | Sem álbum                            |
| "Undrunk"                                   | 2019 | 61                | 16                | 83                | 65                | 33                | You Ruined New York City for Me      |
| "If You're Gonna Lie"                       | 2019 | —                 | —                 | —                 | —                 | —                 | You Ruined New York City for Me      |
| "About You"                                 | 2019 | —                 | —                 | —                 | —                 | —                 | You Ruined New York City for Me      |
| "One Too Many"                              | 2019 | —                 | —                 | —                 | —                 | —                 | Para ser anunciado                   |
| "Forever"                                   | 2020 | —                 | —                 | —                 | —                 | —                 | Para ser anunciado                   |
| "If I Hated You"                            | 2020 | —                 | —                 | —                 | —                 | —                 | The S(ex) Tapes                      |
| "Feel"                                      | 2020 | —                 | —                 | —                 | —                 | —                 | The S(ex) Tapes                      |
| ''Last Laugh''                              | 2020 | —                 | —                 | —                 | —                 | —                 | ''Promising Young Woman'' soundtrack |
| ''Healing''                                 | 2021 | —                 | —                 | —                 | —                 | —                 | Sem álbum                            |
| ''girls girls girls''                       | 2021 | —                 | —                 | —                 | —                 | —                 | Sem álbum                            |
| ''Cherry'' (feat. Hayley Kiyoko)            | 2021 | —                 | —                 | —                 | —                 | —                 | Sem álbum                            |
| ''Her Body Is Bible''                       | 2022 | —                 | —                 | —                 | —                 | —                 | Girl Of My Dreams                    |
| ''Becky's So Hot''                          | 2022 | —                 | —                 | —                 | —                 | —                 | Girl Of My Dreams                    |
| ''Becky's So Hot (Alternate Version)''      | 2022 | —                 | —                 | —                 | —                 | —                 | Sem álbum                            |
| ''Sting''                                   | 2022 | —                 | —                 | —                 | —                 | —                 | Girl Of My Dreams                    |
| ''Better Version''                          | 2022 | —                 | —                 | —                 | —                 | —                 | Girl Of My Dreams                    |
| ''Better Version'' (feat. Kelsea Ballerini) | 2022 | —                 | —                 | —                 | —                 | —                 | Girl Of My Dreams (Deluxe)           |